# Eduardo Paredes Martínez
Eduardo Paredes Martínez (Santiago, 8 de marzo de 1910 - ¿?) fue un ingeniero civil y político socialista chileno, que se desempeñó como ministro de Minas durante el segundo gobierno del presidente Carlos Ibáñez del Campo, desde marzo a abril de 1953.

## Biografía
Fue hijo de Primitivo Paredes y Amalia Martínez. Se casó con Abigail Barrientos Bolados y fue padre de cuatro hijos; Mireya, Eduardo, María Eugenia y Ximena .
Ingresó al Partido Socialista de Chile en 1937, donde desempeñó cargos de nivel regional y nacional.
En abril de 1953 siendo militante del Partido Socialista Popular (PSP) fue nombrado ministro de Minas (que luego se denominaría Minería) por Ibáñez, siendo el primero en ocupar dicho cargo. Simultáneamente asumió como director general de Vialidad, entre 1953 y 1959. Durante el gobierno del presidente Salvador Allende, fue nombrado como director general de Obras Públicas en 1969, y luego, el 10 de julio de 1972 fue nombrado como director general coordinador del Metro de Santiago, asumiendo dicho cargo el 16 del mismo mes.